# Ardent Studios

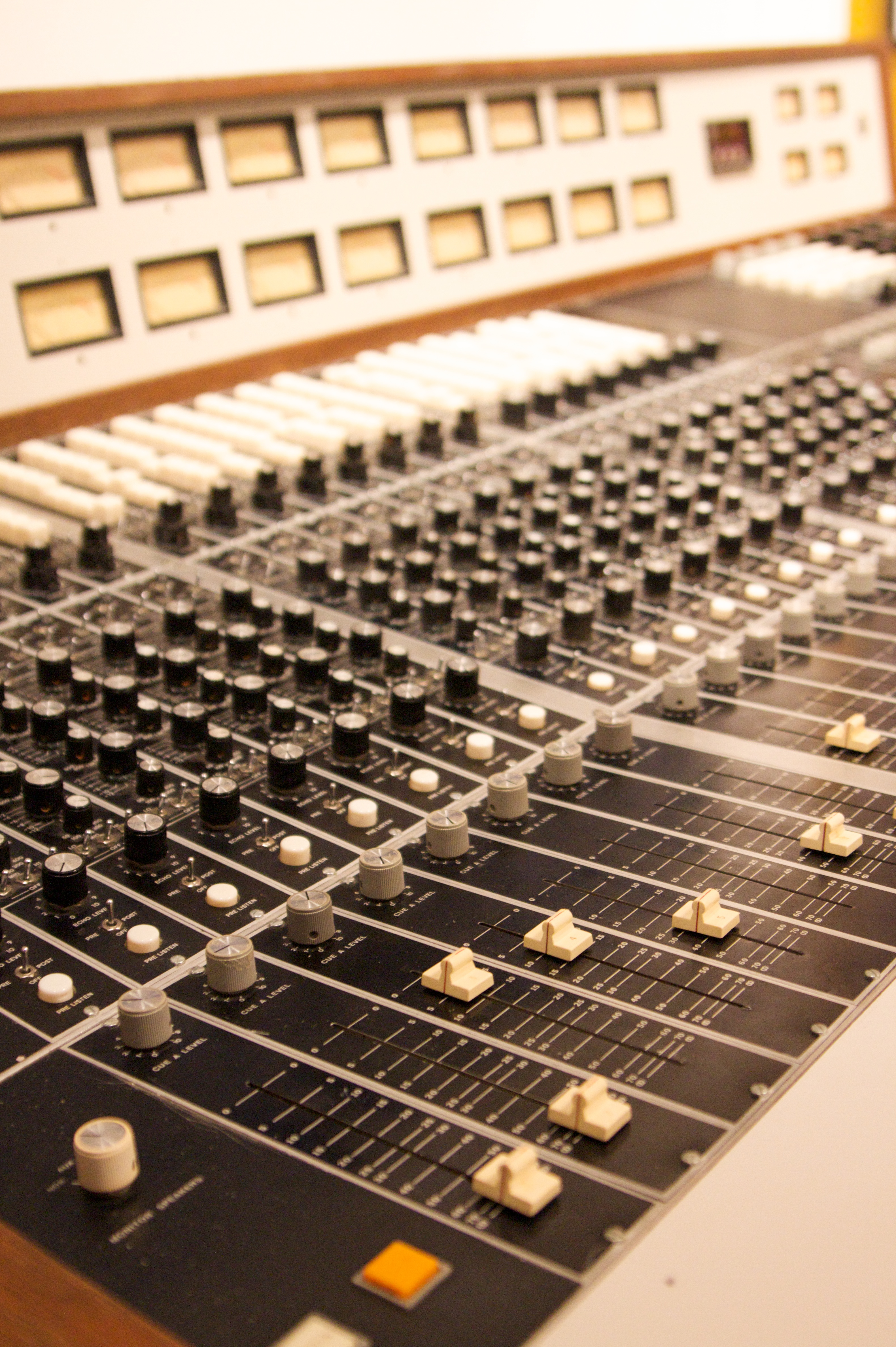
Ein ausrangiertes Auditronics-Mischpult, Baujahr 1972, aus den Ardent Studios, ausgestellt im Memphis Rock N' Soul Museum

Bei den Ardent Studios in Memphis, Tennessee handelt es sich um ein professionelles Tonstudio. Es umfasst drei Einzelstudios für Musikaufnahmen, ein Masteringstudio und ein eigenes Musiklabel namens Ardent Records. Das Studio wurde 1966 von John Fry (* 31. Dezember 1944 in Memphis) gegründet und entwickelte sich ab dem Ende der 1960er Jahre zu einem der bekanntesten unabhängigen Aufnahmestudios der Vereinigten Staaten, zunächst durch die enge Zusammenarbeit mit Stax Records, jedoch auch durch andere berühmte Kunden wie Led Zeppelin, Joe Cocker und Bob Dylan.
Die Arbeit der Studios wurde wesentlich durch dort langjährig tätige Produzenten und Toningenieure wie Jim Dickinson, Terry Manning, John Hampton und Joe Hardy geprägt. Gründer John Fry war selbst lange als Toningenieur an Aufnahmesessions beteiligt und sorgte dafür, dass sich die Ausstattung der Studios auf hohem technischen Niveau bewegte. Fry betrieb außerdem die Plattenlabel Ardent Records und Ardent Music.

## Geschichte

### Die Anfänge (1958–1965)
John Fry war schon früh an den Themen Elektronik und Radiotechnik interessiert. Er experimentierte und bastelte in seiner Freizeit gern mit seinen Schulfreunden John King und Fred Smith (später Gründer von FedEx) von der Memphis University School. Außerdem waren die drei Freunde sehr musikinteressiert und hörten gerne lokale Radiosender wie WDIA und WHBQ mit Moderatoren wie Dewey Phillips und Rufus Thomas. Da sie als Jugendliche ihren Wunsch, eine eigene Radiostation aufzubauen, nicht realisieren konnten, begannen sie stattdessen, sich intensiv mit Aufnahmetechnik zu befassen. Um ihre Kenntnisse praktisch anwenden zu können, hielten sie nach Bands Ausschau, die sie aufnehmen könnten. Im Alter von 14 Jahren gelang es ihnen schließlich, in einem angemieteten Studio die ersten Aufnahmen einer von ihnen entdeckten Band zu machen. Die veraltete Technik dieses Studios stellte sie jedoch nicht zufrieden, sodass sie ab 1959 begannen, ein eigenes Tonstudio einzurichten. Im Haus von Frys Eltern, die ihrem Sohn keine Steine in den Weg legten, wandelten sie eine ehemalige Garage, die zuletzt als Nähzimmer von Frys Großmutter gedient hatte, zu einem Heimstudio mit separatem Kontrollraum um, ausgerüstet mit einem Altec 250-Röhrenmischpult, zwei Ampex 354-Zweispurrekordern für Aufnahme und Overdubbing, einem Pultec EQP-1A-Equalizer und einer Reihe modifizierter bzw. selbstgebauter Geräte. Neben Auftragsarbeiten in lokalen Musikclubs veröffentlichte man bis 1962, dem Jahr des Schulabschlusses der drei Jugendlichen, vier Singles lokaler Bands unter dem Labelnamen Ardent Records. Während Smith zum Studium an die Yale University wechselte, ging Fry nach Pine Bluff, Arkansas, wo er die Möglichkeit hatte, beim Aufbau einer privaten Radiostation mitzuwirken. Die Anregung, Label und Studio fortzuführen, kam 1964 von Jim Dickinson (* 15. November 1941; † 15. August 2009), der später, neben seiner Solokarriere, als Studiomusiker u. a. bei Ry Cooder, The Rolling Stones und Aretha Franklin mitwirkte und bis zu seinem Tod regelmäßig in den Ardent Studios aufnahm und produzierte.

### Kooperation mit Stax Records (1966–1974)
Als John Frys Eltern ihr Haus im Jahr 1966 verkauften, stand er vor der Entscheidung, sein Hobby zum Beruf zu machen oder die Musikproduktion ganz aufzugeben. Schließlich mietete er, im Alter von 21 Jahren, ein Ladengeschäft in der National Street 1457 von Memphis und baute dort mit Jim Dickinson und Terry Manning, der schon bei Stax Erfahrung als Toningenieur gesammelt hatte, ein professionelles Aufnahmestudio auf. Dieses Ereignis gilt als offizieller Gründungszeitpunkt des Unternehmens. Man begann mit einem Auditronics-Mischpult, einem 4-Spuraufnahmegerät von Scully und der Produktion von Radiojingles. Bereits 1967 wurden einige Songs der Box Tops bei Ardent aufgenommen. In kürzester Zeit erarbeitete man sich einen guten Ruf bezüglich Personal und technischer Ausstattung. Unter anderem ersetzte man 1968 den 4- durch ein 8-Spurrekorder und 1969 durch einen 16-Spurrekorder von 3M. Insgesamt passte man die Ausstattung an die des Stax-Records-Studios an, sodass die Plattenfirma, wenn die eigenen Kapazitäten erschöpft waren, problemlos Künstler und Techniker in die Ardent Studios schicken konnte, ohne dass sich diese umgewöhnen mussten. Da Stax zu diesem Zeitpunkt lediglich über ein einziges eigenes Tonstudio verfügte, kam dies häufig vor, sodass Ardent von 1967 bis 1975 enorm von dieser Kooperation profitieren konnte.

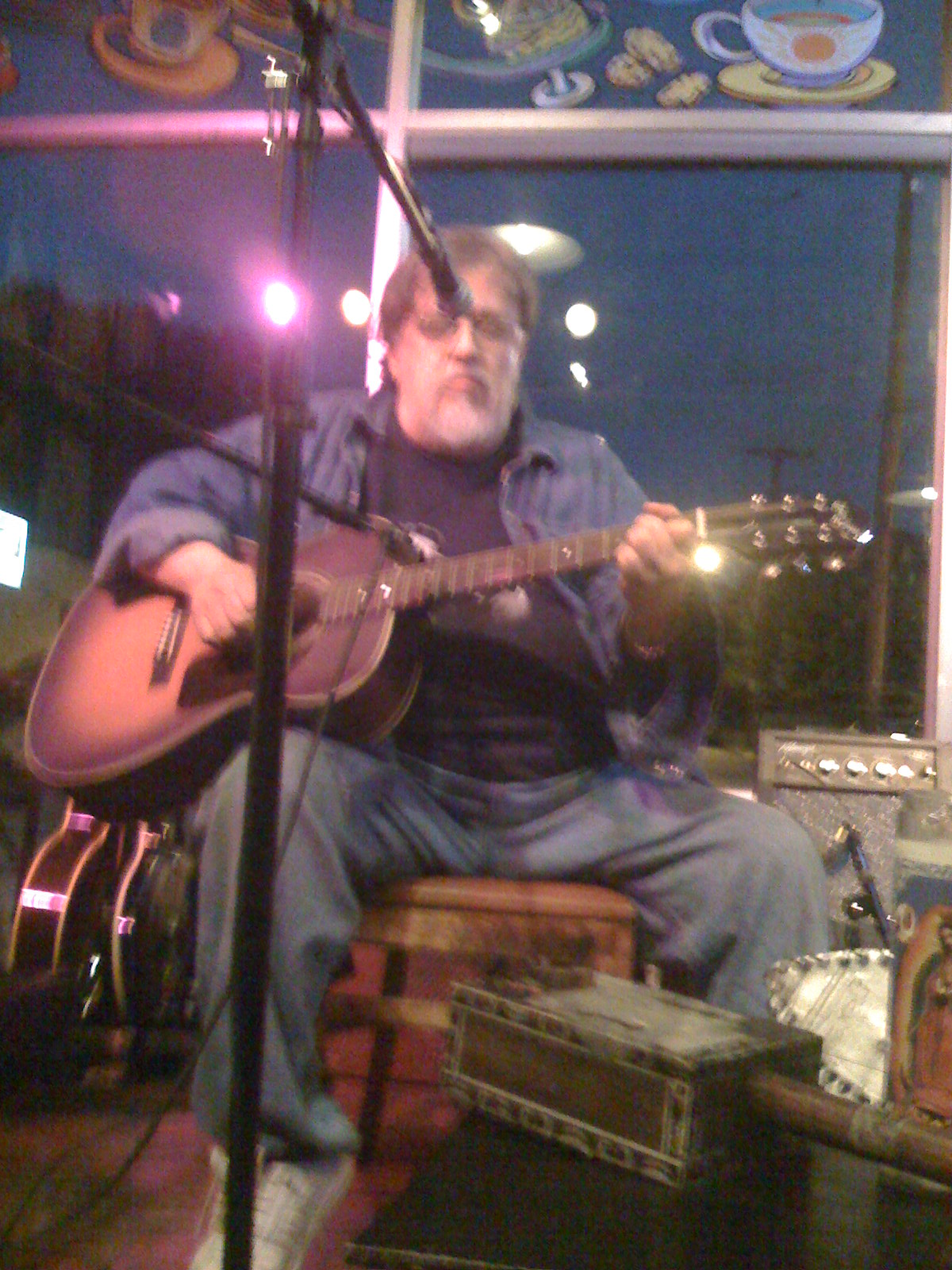
Produzent Jim Dickinson (1941–2009)

Ardent wurde außerdem regelmäßig mit der Abmischung fremder Aufnahmen beauftragt, bspw. durch Willie Mitchell von Hi Records bzw. Al Bell von Stax, der u. a. die Songs „I'll Take You There“ und „Respect Yourself“ von den Staple Singers bei Ardent bearbeiten ließ. Nach Bells Vorgabe sollten diese Songs vom typischen „Stax-Sound“ abweichen. Dazu ließ er die Staple Singers im Muscle Shoals Sound Studio von den dortigen Studiomusikern begleiten, die sonst bspw. mit den Rolling Stones und Bob Seger arbeiteten, und beauftragte Ardents Terry Manning mit der Aufnahme weiterer Vokal- und Instrumentalspuren und der finalen Abmischung. Steve Cropper brachte im Auftrag von Bell auch das zu dieser Zeit noch unvollendete Instrumentalstück „Soul Limbo“ von Booker T. & the M.G.’s zu Manning, der einen selbstgespielten Marimba-Track und weitere Instrumentalspuren hinzufügte. Die Single wurde in kurzer zeit ca. 470.000-mal verkauft und verhalf 1968 dem stark gebeutelten Stax-Label zu neuem Aufschwung, das kurz zuvor große Teile seines Backkatalogs und seine Stars Sam & Dave an Atlantic Records und Otis Redding sowie mehrere Mitglieder der Bar-Kays in einem Flugzeugabsturz verloren hatte.
Auch das Album Led Zeppelin III wurde 1970 von Jimmy Page und Terry Manning, die sich einige Jahre zuvor angefreundet hatten, bei Ardent abgemischt, nachdem bereits einzelne Teile in den Studios aufgenommen worden waren.
Für Stax wurde im Juni/Juli 1969 auch Isaac Hayes’ einflussreiches Album Hot Buttered Soul aufgenommen. Zahlreiche weitere Künstler und Studiomusiker des „Memphis-Soul“ nahmen ebenfalls zwischen 1967 und 1975 in den Studios auf, so z. B. Sam & Dave, Eddie Floyd, The Staple Singers, Booker T. & the M.G.’s, Don Nix, The Memphis Horns, The Emotions, Pianist Marvell Thomas und die wieder neu formierten Bar-Kays, jedoch auch Albert King, Ike & Tina Turner, James Taylor, Lynyrd Skynyrd, Freddie King und Leon Russell, der eine Reihe der Projekte seines Labels Shelter Records bei Ardent verwirklichte.
Im November 1971 erfolgte der Umzug in das inzwischen gebaute Studiogebäude in der Madison Avenue 2000, den heute noch aktuellen Standort der Ardent Studios. Dort verfügte man zunächst über zwei Tonstudios, ein drittes kam 1980 hinzu. Al Bell, einer der Besitzer des Soul- und Gospel-Labels Stax, beabsichtigte Anfang der 1970er Jahre, auch in den Markt „weißer“ Pop- und Rockmusik einzusteigen. Für dieses Projekt gewann er Fry, der zu diesem Zweck sein Label Ardent Records wiederbelebte. Bell gab Fry freie Hand bei der Auswahl der Künstler, versprach jedoch, Promotion und Distribution über Stax zu organisieren. Die erste Band des Labels war die Power-Pop-Band Cargoe aus Tulsa, deren erste beide Singles viel Radio-Airplay erhielten. Als zweite Band wurde Big Star verpflichtet, eine Band aus Memphis um Chris Bell und Alex Chilton, deren zwei LPs für Ardent Records heute als Klassiker gelten. Trotz guter Kritiken waren beide Alben jedoch ein kommerzieller Misserfolg, da der Vertrieb über Stax bzw. Columbia Records nicht funktionierte und die Platten nirgendwo zu bekommen waren. Das dritte, später ebenfalls hochgelobte, Album der Band, produziert von Jim Dickinson, fand zunächst überhaupt kein Label. Die geringen Erfolge der anderen Künstler auf Ardent Records, die großen wirtschaftlichen Schwierigkeiten von Stax und der Widerstand von Columbia führten 1974 schließlich zum vorläufigen Ende des studioeigenen Plattenlabels.
Aus großer Enttäuschung über diesen Misserfolg und den abzusehenden Verlust des Geschäftspartners Stax verkaufte John Fry Mitte 1974 die Ardent Studios an Tim Riley, Musikproduzent und ehemaliger Kunde des Studios, und zog sich kurzzeitig aus dem Musikgeschäft zurück. Nach einigen Monaten kaufte er die Studios jedoch zurück, nachdem der neue Besitzer in finanzielle Schwierigkeiten geraten war.

### 1975–1989
Trotz des Konkurses von Stax Records im Dezember 1975 waren die Ardent Studios unter Frys Leitung aufgrund ihrer guten Ausstattung und ihres Personals weiterhin gut im Geschäft. Man übernahm einen Teil der Stax-Toningenieure wie William Brown, Robert Jackson und die im Jahr 1972 Grammy-ausgezeichneten Henry Bush und Ron Capone (in der Kategorie Best Engineered Recording, Non-Classical für ihre Arbeit an Isaac Hayes' „Theme from Shaft“). ZZ Top ließ 1973 zunächst das dritte Album Tres Hombres bei Ardent abmischen, nahm dann 1975 die Studiotracks für Fandango! dort auf und entwickelte sich für über 20 Jahre zu einem der treuesten Kunden der Studios; die Band nahm dort mit Manning bzw. Joe Hardy bis 1985 acht Alben auf und kehrte 1999 noch einmal für die Aufnahmen zum Album XXX nach Memphis zurück.
Frys Schulkamerad John King, der schon an den frühesten Aufnahmen im Jahr 1958 beteiligt war, arbeitete in den 1970er Jahren zeitweise als PR-Mann des Labels, war ansonsten jedoch im Radio- und Internetradio-Bereich tätig. Fry selbst wandte sich Ende der 1970er Jahre verstärkt dem christlichen Glauben zu, auch inspiriert durch den Unfalltod seines engen Freundes Chris Bell. Auch das Studio erschloss in den folgenden Jahrzehnten den Kundenkreis christlicher Pop- und Rockmusiker.
In den 1980er Jahren befand sich Memphis’ Musikindustrie in einer Krise. Nur wenige Aufnahmestudios hatten die 1970er Jahre überstanden; Ardent gehörte jedoch zu den erfolgreichsten der verbliebenen Studios. Zu dieser Zeit begannen viele Bluesmusiker von außerhalb dort aufzunehmen, wie George Thorogood, Stevie Ray Vaughan, Jimmie Vaughan, Robert Cray, Luther Allison, Jeff Healey, Albert Collins, Bernard Allison, B. B. King und außerdem Bands wie R.E.M., The Replacements, The Cramps, Cheap Trick und The Fabulous Thunderbirds.
Terry Manning gründete Ende der achtziger Jahre ein eigenes Studio in Memphis, bevor er 1992, zusammen mit seiner Frau Sherrie, nach Nassau auf den Bahamas übersiedelte, um dort im Auftrag Chris Blackwells die Compass Point Studios wiederzubeleben.

### 1990 bis heute
Nach 1990 kam eine Reihe von Country-Musikern, wie Travis Tritt, Steve Earle, Tanya Tucker, Little Texas, Montgomery Gentry und Mark Chesnutt, in die Ardent Studios, jedoch auch Bob Dylan, John Hiatt, The Reverend Horton Heat, Cat Power, Ruthie Foster, The Tragically Hip, Soundgarden, die North Mississippi Allstars (mit Jim Dickinsons Söhnen Luther und Cody), The Allman Brothers Band, Dave Matthews, M.I.A., 3 Doors Down, Afghan Whigs, 16 Horsepower, Huey Lewis, Primal Scream, die wiedervereinigten Big Star, Mudhoney, Klaus Voormann und Jack White mit seinen Bands The White Stripes und The Raconteurs. Außerdem wurden zunehmend auch Rapkünstler wie Three 6 Mafia, Juvenile, Yo Gotti und Soundtracks zu Hollywoodfilmen wie Hustle & Flow und Black Snake Moan produziert.
Das Plattenlabel Ardent Records wurde in den 90er Jahren wiederbelebt. Erfolge wurden vor allem mit der Produktion christlicher Popmusik erzielt. Seit 2004 kooperiert Ardent auch mit der Visible School in Memphis, einem privaten, christlich orientierten College, das Studenten u. a. in Audioproduktion, Tontechnik und Songwriting ausbildet.
Jim Dickinson war bis kurz vor seinem Tod im Jahr 2009 in den Studios aktiv; Studiogründer John Fry, der auch Gastdozent an der University of Memphis war, arbeitete zuletzt selbst nicht mehr als Toningenieur, war bis zu seinem Tod am 18. Dezember 2014 jedoch noch Teileigentümer der Studios und führte sie zusammen mit Manager Jody Stephens, der auch als Schlagzeuger von Big Star und Golden Smog bekannt wurde.

## Studioausstattung
Die Ardent Studios umfassen u. a. drei Tonstudios unterschiedlicher Größe, ein seit 1985 unabhängiges Mastering-Studio unter der Leitung von Larry Nix und Videoschnittausrüstung auf über 900 m2. Die Ausstattung umfasst neben moderner digitaler Aufnahmetechnik eine SSL 6056E-Mischpult von 1985 und zwei Konsolen von Neve Electronics. Außerdem existiert eine Sammlung von Studiotechnik, Verstärkern, Mehrspurrekordern und Musikinstrumenten aus mehreren Jahrzehnten, die für Aufnahmen zur Verfügung steht.
Zwei von Ardent ausgemusterte Auditronics-Mischpulte, gebaut von Welton Jetton, der auch für WDIA arbeitete, und Steve Sage in den Jahren 1969 und 1972, können im Stax Museum bzw. im Rock N' Soul Museum in Memphis besichtigt werden. In den Konsolen wurden u. a. Verstärker und Equalizer von Spectra Sonics aus Ogden, Utah verbaut. Das 1969 gebaute Mischpult, das bis 1985 in Ardents Tonstudio B in Gebrauch war, ist identisch mit dem Modell, das im Stax-Studio in den Jahren 1970 bis 75 verwendet wurde und von denselben Herstellern stammt. Larry Nix, Bruder von Don Nix und zuständig für das Mastering bei Ardent und ehemals auch bei Stax, reaktivierte im Jahr 2009 eine alte Neumann VMS70-Schneidemaschine für Vinylschallplatten, die von ihm bereits zwischen 1970 und 1975 bei Stax für sämtliche Vinylschnitte eingesetzt und 20 Jahre nicht genutzt worden war. Die Maschine wurde inzwischen wieder für verschiedene professionelle Projekte eingesetzt.

## Ardent Records und Ardent Music
Zu den Ardent Studios gehören die ebenfalls von John Fry gegründeten Musiklabel Ardent Records und Ardent Music, die im Laufe der Zeit mit wechselnder Intensität und unterschiedlichen Schwerpunkten betrieben wurden. Der Name Ardent Records wurde zunächst 1959–62 für die vier Singles verwendet, die von John Fry mit seinen Schulfreunden in seinem Heimstudio, noch vor der offiziellen Gründung der Ardent Studios, aufgenommen und vertrieben wurden. Die erste Single von 1959 war eine Aufnahme der Gruppe The Ole Miss Downbeats mit den Titeln „The Hucklebuck“ und „Slewfoot“ (Ardent 101).
Mit der offiziellen Gründung der Ardent Studios im Jahr 1966 konzentrierte sich Fry zunächst auf den Aufbau und Betrieb des Studios, bis zur Wiederbelebung des Labels zu Beginn der 1970er Jahre auf Anregung von Al Bell von Stax Records. Dessen Versuch, das musikalische Spektrum von Stax auf den „weißen“ Rock- und Popmarkt auszuweiten, schlug jedoch fehl. Keine der Veröffentlichungen des Labels aus dieser Zeit war ein kommerzieller Erfolg, was jedoch vor allem im Fall der Bands Cargoe und Big Star auf den schlechten Vertrieb durch Stax bzw. Columbia Records zurückgeführt wird. Erstere hatten mit dem Vertrieb weißer Pop- und Rockmusik keinerlei Erfahrung und ein Vertriebsnetz von Plattenläden, die größtenteils auf Soul-, Gospel- und Bluesmusik spezialisiert waren. Letztere sprachen sich gegen den Vertrieb des zweiten Albums aus, nachdem sie ab 1972 den Vertrieb für Stax übernommen hatten und zum Zeitpunkt der Fertigstellung des Albums im Jahr 1974 bereits die Kontrolle über den Stax-Katalog übernommen hatten. Versuche Frys, den Vertrieb selbst zu organisieren, hatten nur geringen Erfolg, da er ebenfalls über wenig Erfahrung und Kontakte im Plattenvertrieb verfügte. 1975 kam Ardents Labelgeschäft daher wieder zum Erliegen.
Die frühen, kommerziell eher erfolglosen Aktivitäten des Labels in den 1960er und 1970er Jahren wurden auch auf der Doppel-CD Thank You Friends - The Ardent Records Story von 2007 dokumentiert. Die Sammlung enthält größtenteils unveröffentlichte Aufnahmen verschiedener Künstler aus den Ardent Studios und alternative Songversionen bzw. Demos der Band Big Star.
Trotz Frys ursprünglichem Vorsatz, kein eigenes Label mehr führen zu wollen, wurde Ardent Records Beginn der neunziger Jahre erneut von ihm reaktiviert und veröffentlichte zeitweilig CDs aus dem Indie-Rock-Bereich, u. a. von Alex Chilton, Techno-Squid Eats Parliament, Neighborhood Texture Jam und Jolene. Während dieser Geschäftszweig Mitte der 1990er allmählich wieder aufgegeben wurde, etablierte sich Ardent ab 1995 als Label für christliche Pop- und Rockmusik. Mit Künstlern wie Skillet, Todd Agnew, Big Tent Revival und Smalltown Poets wurden seitdem mehr als 35 Alben veröffentlicht, die seit 1996 insgesamt sieben Nominierungen in der Grammy-Kategorie Best Rock Gospel Album erhielten (Stand: 2010). Seit 2005 kooperiert Ardent in den Bereichen Marketing und Vertrieb mit INO Records, einem Tochterfirma von Integrity Media, einem Unternehmen aus Mobile, das auf den weltweiten Vertrieb christlicher Musik und Filme spezialisiert ist.
Seit 2008 werden unter dem Namen Ardent Music erneut auch CDs säkularer Independent-Bands aus der Gegend von Memphis, wie Jump Back Jake und Star & Micey, produziert und vertrieben.